# Formant
Een formant is een resonantie (significante en smalle piek) op een bepaalde frequentie. Een klank kan op één frequentie een formant bevatten, maar ook op meerdere. Formanten leveren een belangrijke bijdrage aan de klankkleur en aan het onderscheiden van klinkers.

## Formanten in spraak
Het menselijk gehoor is in staat om klinkers van elkaar te onderscheiden doordat iedere klinker enkele vaste formanten heeft. De stembanden genereren een periodieke geluidsgolf die rijk is aan boventonen of harmonischen. De mondholte is met de beweeglijke tong in wezen een beweegbare klankkast die op bepaalde frequenties formanten veroorzaakt om bepaalde harmonischen te versterken. Door de stand van de mond en de tong te veranderen, verschuiven de formanten naar andere frequenties, waardoor de klankkleur (en dus ook de klinker) verandert. Ook de luchtpijp en de borstkas spelen hierbij een rol, maar zijn minder bewegelijk en dragen nauwelijks bij in de articulatie. Wel kunnen ze door training (bijvoorbeeld van operazangers) bijdragen in de totale klankkleur van de stem. Overigens is de perceptie van formanten niet afhankelijk van de toonhoogte van de klankbron. De toonhoogte is immers de grondtoon van de formanten. Met name de eerste en de tweede formant zijn van belang om klinkers te onderscheiden. De formanten worden toegepast bij het klinkerdiagram.
Bij een speciale zangtechniek die boventoonzingen genoemd wordt zijn de formanten zo sterk dat ze als een afzonderlijke toon waargenomen worden. Op die manier kan met de boventonen een aparte melodie gezongen worden.

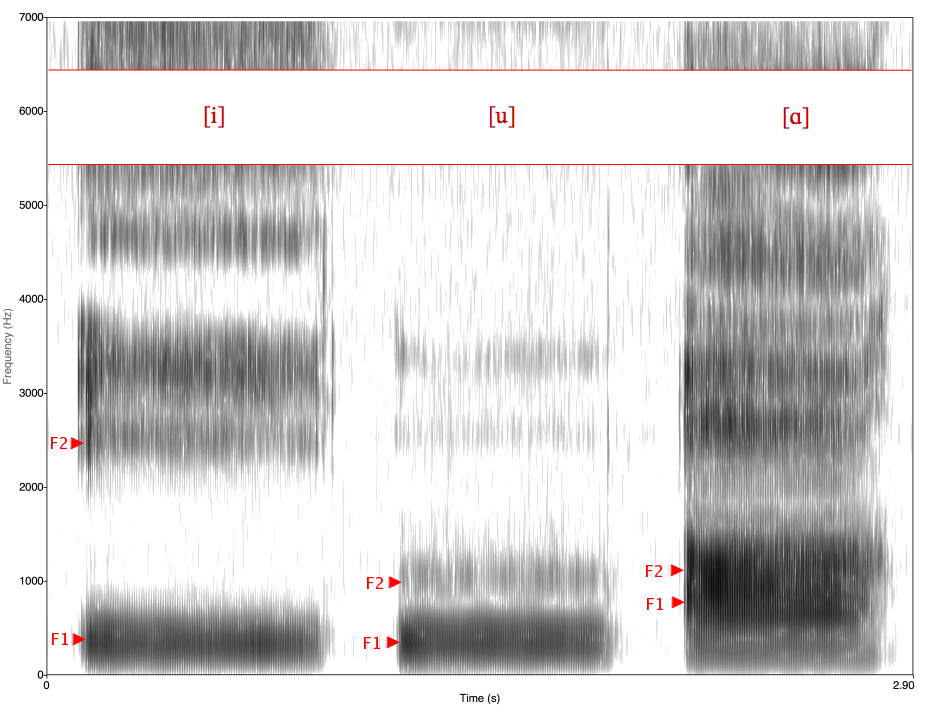
Spectrogram van de Amerikaans Engelse klinkers [i, u, ɑ] waarin de formanten f_{1} en f_{2} te zien zijn.

| Piekposities klinkerformanten |            |            |
| Klinker (IPA)                 | Formant f1 | Formant f2 |
| u                             | 320 Hz     | 800 Hz     |
| o                             | 500 Hz     | 1000 Hz    |
| ɑ                             | 700 Hz     | 1150 Hz    |
| a                             | 1000 Hz    | 1400 Hz    |
| ø                             | 500 Hz     | 1500 Hz    |
| y                             | 320 Hz     | 1650 Hz    |
| ɛ                             | 700 Hz     | 1800 Hz    |
| e                             | 500 Hz     | 2300 Hz    |
| i                             | 320 Hz     | 3200 Hz    |

| Formantbereik klinkers |                                 |
| Klinker                | Hoofdbereik formant             |
| u                      | 200 tot 400 Hz                  |
| o                      | 400 tot 600 Hz                  |
| a                      | 800 tot 1200 Hz                 |
| e                      | 400 tot 600 en 2200 tot 2600 Hz |
| i                      | 200 tot 400 en 3000 tot 3500 Hz |

## Formanten bij muziekinstrumenten
Samen met de aanslagkarakteristiek van een instrument is het formantpatroon ervan een essentieel onderdeel om de klank van instrumenten van elkaar te kunnen onderscheiden. Bij de meeste instrumenten liggen de formanten vast. Dit komt door de vorm en grootte van de klankkast, of buis.
Het filter dat op de meeste synthesizers aanwezig is kan door middel van resonantie een formant veroorzaken. Met meerdere filters en veel resonantie kunnen klanken gemaakt worden die op een menselijke stem lijken. Bij spraaksynthese maakt men hiervan gebruik.